# Acaulona erythropyga
Acaulona erythropyga là một loài ruồi trong họ Tachinidae.